# Norman Scribner
Norman Orville Scribner (Washington, 25 febbraio 1936 – Washington, 22 marzo 2015) è stato un direttore d'orchestra, compositore, pianista e organista statunitense, generalmente più conosciuto come il fondatore della The Choral Arts Society di Washington e come il suo direttore artistico per oltre 45 anni.

## Biografia
Scribner nacque il 25 febbraio 1936 a Washington, figlio di un pastore del Maryland nominato l'anno prima della sua nascita. Quando era al liceo, sarebbe "corso alla chiesa alle 4:00 ogni mattina per praticare le scale", ma dopo la morte del padre, "le necessità finanziarie lo costrinsero a concentrarsi su forme più redditizie di far musica: lavorare per la chiesa". Frequentò il Conservatorio Peabody di Musica di Baltimora, diplomandosi con lode nel 1961. Studiò organo con Paul Callaway e teoria musicale con Walter Spencer Huffman. Mentre era ancora studente a Peabody, formò la Baltimora Choral Society ed "era così teso alla perfezione, che teneva corsi separati per il coro junor e rigorose audizioni" per il gruppo.
Nel 1960, dopo "un periodo nell'esercito", accettò una posizione come assistente musicale del personale alla Washington National Cathedral, maestro di cappella della Chiesa Episcopale di San Alban, e organista di cappella della Scuola San Albans per Ragazzi. (Servì nella chiesa di San Alban fino al suo pensionamento nel 2007). Nel 1960 inoltre aderì alla facoltà dell'American University, servendo là fino al 1963. In seguito unì la facoltà alla George Washington University dal 1963 al 1969 e fece parte della facoltà del Collegio dei musicisti della chiesa della Washington National Cathedral.

### Sale alla ribalta
Scribner ricevette notevole attenzione del pubblico per la prima volta mentre prestava servizio come assistente organista presso la Washington National Cathedral. Una recensione di un concerto d'organo nel giugno 1963 osservava che "in questi ultimi anni un giovane musicista in città ha trovato il clima giusto per affermare se stesso come uno di quelli a cui sarà data la leadership e la responsabilità musicale negli anni a venire". Quell'anno Scribner fu nominato artista di tastiera dello staff della National Symphony Orchestra, incarico che avrebbe tenuto fino al 1967. Ha guidato e controllato la produzione annuale della Sinfonia del Messia di Händel nel 1963, tanto che il direttore Howard Mitchell "fu colpito dalla sua abilità e intensità." Un profilo del 1964 nel The Washington Post lo descriveva come un "ventottenne che sembra, nonostante gli occhiali che di tanto in tanto gli scivolano giù dal naso e gli danno l'aria di un professore inglese un po' oberato, come un giocatore di calcio". Rilevò che per Scribner fare musica era "passare tutta la vita ad esibirsi come pianista, organista, clavicembalista, dirigendo come maestro del coro presso la San Alban, insegnando presso la George Washington University, dirigendo".
Nel 1970 Scribner era considerato come "la spina dorsale della musica corale a Washington." Come direttore di coro ricevette elogi per la sua "conoscenza musicale esaustiva, la sua genialità e il fervore contagioso e, soprattutto, la sua ossessione per l'eccellenza." Inoltre i pianisti locali parlavano "della sua capacità alla tastiera con timore riverenziale", con "il suo organo suonava in modo quasi leggendario." Con il finanziamento di diversi contributi ricevuti nel 1970, la Corale Arts Society fu in grado di mantenere Scribner con uno stipendio annuo per la prima volta, consentendogli di "dedicare tutto il suo tempo all'incarico."
Nel 1971 Scribner mise assieme un coro professionale (il "Norman Scribner Choir") per la prima della Messa di Leonard Bernstein, commissionata per l'apertura del John F. Kennedy Center for the Performing Arts. Servì per una stagione come coro principale della Washington Opera, ed era un membro del gruppo corale della National Endowment for the Arts dal 1974 al 1976.
In un evento insolito il 25 agosto del 1972, Scribner stava dirigendo una esecuzione al Kennedy Center dell'Introduzione e allegro di Ravel (per flauto, arpa, clarinetto e quartetto d'archi), quando uno dei pedali del arpa si ruppe. Dopo aver chiesto al pubblico "con una espressione abbastanza semplice ... C'è qualcuno nel teatro che ripara arpe?", Cambiò l'ordine del programma nella speranza di trovare "un'altra arpa al piano di sotto o che questo problema dell'arpa venisse risolto." Tuttavia un arpista di una delle band del servizio militare era presente, tornò a casa e recuperò il suo strumento, mentre veniva eseguita una sinfonia di Schubert e il concerto fu salvato.
Il 12 settembre 1974 ha accompagnato il violinista Eugene Fodor alla Casa Bianca per un recital a una cena di stato, data dal Presidente Ford per il primo ministro israeliano Yitzhak Rabin.

### The Choral Arts Society di Washington
Scribner fondò The Choral Arts Society di Washington nel 1965 e servì come direttore artistico per 47 anni. Sin dalla sua fondazione, The Choral Arts Society è cresciuta fino a diventare una istituzione culturale di primo piano a Washington, D.C. ed è una delle circa 32 importanti organizzazioni corali negli Stati Uniti con un budget annuo superiore a $ 1 milione.
Come direttore artistico Scribner ha diretto il coro nei suoi concerti regolari presso il John F. Kennedy Center for the Performing Arts e altri luoghi nella zona di Washington. Egli ha inoltre preparato regolarmente il coro per le apparizioni con la National Symphony Orchestra e altre orchestre nazionali ed internazionali. Ha guidato il coro in sette tournée internazionali (a partire dal 2010), visitando Argentina, Brasile, Inghilterra, Francia, Italia e Russia. La Choral Arts Society ha anche prodotto o eseguito almeno sedici registrazioni pubblicate in commercio durante il suo mandato.
Scribner andò in pensione come direttore artistico della Choral Arts Society il 31 agosto 2012 e gli successe Scott Tucker. Scribner morì il 22 marzo 2015, all'età di 79 anni.

## Composizioni
- The Nativity (1975) – Prima: 20 dicembre 1975 alla Choral Arts Society of Baltimore sotto Theodore Morrison.[19]
- Love Divine (1984) – commissionata dalle Chiese Metodiste Unite ed eseguita in prima alla sua Conferenza Generale a Baltimora nel 1984.
- Song for St. Cecilia (1988) – commissionata dal British Institute ed eseguita in concerto alla Corte suprema degli Stati Uniti d'America nel 1988[6]

## Premi
Scribner ha ricevuto un co-nomination per un Grammy Award nel 1973 (con Leonard Bernstein), e la Corale Arts Society ha ricevuto un Grammy Award sotto il suo mandato nel 1996.
Fu nominato Washingtoniano dell'anno dalla rivista Washingtonian nel 1984. Ha ricevuto la laurea honoris causa di Doctor of Humane Letters dal Theological Seminary della Virginia nel 2002 e il premio Peabody Distinguished Alumni nel 2006. Nel 1998 Scribner ha ricevuto il District of Columbia Mayor's Arts Award per l'eccellenza in una disciplina artistica.